# ロムロ・ソウザ・オレステス・カルデイラ
ロムロ・ソウザ・オレステス・カルデイラ（Rômulo Souza Orestes Caldeira、1987年5月22日 - ）は、ブラジル・ペロタス出身の元サッカー選手。現役時代のポジションはMF、DF。

## 経歴

### ブラジル時代
2部のECサント・アンドレに所属していた2010年7月10日、クルゼイロECへ移籍。同22日に対フルミネンセ戦でクルゼイロにおいてデビューする。半年ほど同クラブでプレーし16試合に出場し1得点を記録した。2011年4月1日にはアトレチコ・パラナエンセにレンタル移籍する。

### フィオレンティーナ
2011年6月29日にACFフィオレンティーナに移籍。移籍金は250万ユーロ、4年契約を結んだと報道された。

### ヴェローナ
2013年夏に昇格したエラス・ヴェローナFCに移籍。ここで活躍し、ヴェローナは2014年7月彼の全保有権の買取を決定。

### ユヴェントス
2014年8月、ユヴェントスFCにレンタルで加入決定。

### ジェノア
2018年7月11日、ジェノアCFCへフリーで移籍。

### ラツィオ
2019年1月31日、SSラツィオへレンタル移籍。同年6月30日まで。

## 人物
右サイドバックを主戦場とするが左サイドバックやサイドハーフとしてもプレーができる。両親はイタリア・ナポリ出身であり、そのためイタリアパスポートも所持している。元ブラジル代表監督で選手時代にはACFフィオレンティーナでプレーしたドゥンガは、イタリアのスポーツ紙であるコリエレ・デロ・スポルト紙のインタビューにおいて、「（ロムロは）優れたユーティリティ性と戦術眼を持ち、驚異的な精度のクロスをペナルティエリアに供給し、予測困難なパワフルなシュートを打つプレーヤー。」と特徴を紹介している。元ブラジル代表のマイコンとカフーとの比較においては、「（その2人との比較では）速さと機敏さという意味でカフーの方が似ている。（ロムロは）カフーの後継者の筆頭候補だ。ただしカフーはミランでワールドカップとチャンピオンズリーグを制している、（ロムロが同等のプレーヤーだと）誤解しないで欲しい。」と答えた。

## エピソード
- ACFフィオレンティーナに移籍する際にはチェルシーFCも獲得に興味を示していた[8]。

## 所属クラブ
- ECジュベントゥージ 2006-2007
- CAメトロポリターノ 2007-2008
- シャペコエンセ 2008-2009
- ECサント・アンドレ 2009-2010
- クルゼイロEC 2010-2012

→ アトレチコ・パラナエンセ 2011-2012 (loan)
- ACFフィオレンティーナ 2012-2014

→ エラス・ヴェローナFC 2013-2014 (loan)
- エラス・ヴェローナFC 2014-2018

→ ユヴェントスFC 2014-2015 (loan)
- ジェノアCFC 2018-2020

→ SSラツィオ 2019 (loan)
→ ブレシア・カルチョ 2019-2020 (loan)
- クルゼイロEC 2021-2022
- アスレティック・クラブ 2024

## タイトル
ユヴェントス
- セリエA：1回 (2014-15)
- コッパ・イタリア：1回 (2014-15)

ラツィオ
- コッパ・イタリア：1回 (2018-19)